# Biology of the Cell
Biology of the Cell is een internationaal, aan collegiale toetsing onderworpen wetenschappelijk tijdschrift op het gebied van de celbiologie. De naam wordt in literatuurverwijzingen meestal afgekort tot Biol. Cell. Het wordt uitgegeven door de Biochemical Society namens de Société Française des Microscopies en de Société de Biologie Cellulaire de France en verschijnt maandelijks. Het eerste nummer verscheen in 1962.